# 青丘洞
青丘洞 （チョングドン、朝：청구동）は、ソウル特別市中区にある行政洞。

## 概要
青丘洞は中区東部に位置している行政洞である。東は区境となっており、城東区と接している。南は同じ区内の薬水洞、西は茶山洞、北は東化洞にそれぞれ接している。
もともとこの地域の行政洞は新堂1洞から新堂6洞までであり、行政が機械的に番号を付けた、何ら由緒の無い名称を使用していた。そこで、住民アンケートを実施し、公募した候補の中から新しい名称を選ぶこととなった。その結果、2013年7月20日付けで新堂5洞を除く各洞の名称が一斉に変更され、新堂4洞は「青丘洞」に改名された。

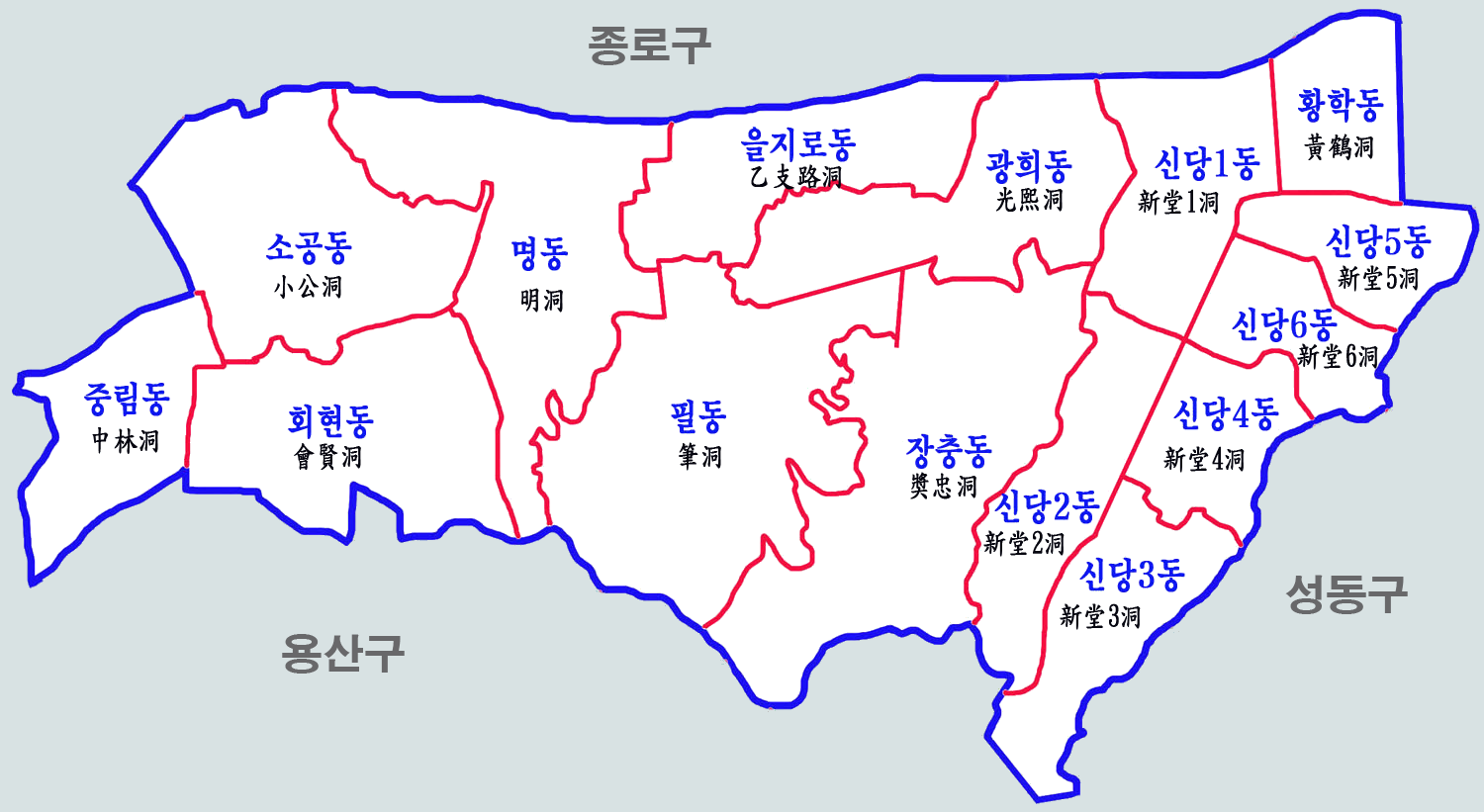
中区の行政洞。上図の新堂4洞が本項の青丘洞に該当

## 法定洞
管轄の法定洞は以下のとおりである。
- 新堂洞 （シンダンドン、신당동）